# Серпуховский кремль
Серпуховский кремль — расположен на левом берегу Нары, на Соборной горе, одна из древнейших достопримечательностей города. Ныне сохранились лишь фундамент и два фрагмента стены.

## История
Дубовый кремль в Серпухове был выстроен в 1374 году после того, как князь Владимир Андреевич сделал Серпухов главным городом удельного княжества. Он был расположен на высоком мысу при слиянии речки Серпейки с Нарой. При строительстве мыс «с приступа» был отделен от Ильинской горы «перекопом», а затем подрезан и подсыпан глиной и песком. Из «перекопа» в кремль был устроен единственный въезд в виде крутого пандуса, следующего очертанию вала (второй въезд, с юга, сделан много позднее, в начале XIX века).
После 1507 года, когда Крымское ханство становится постоянным и непримиримым врагом Руси, на берегах Оки Василий III создает мощную линию обороны, опирающуюся на окские города-крепости. Центром этой оборонительной системы был Серпухов, стоявший на кратчайшей дороге из Москвы в Тулу. Кроме того, неподалёку от Серпухова находился и знаменитый Сенкин перевоз, через который татары чаще всего «лезли Оку».
Белокаменный кремль появился в 1556 году. Строители каменных стен и башен, постепенно заменяя деревянные укрепления, повторили конфигурацию дубового кремля. Новая крепость-цитадель, нисколько не нарушив ансамбль древнего Серпухова, внесла в городской пейзаж две новые краски: ослепительную белизну стен и золотистую охру тёсовых башенных кровель.
Возведением каменного Серпуховского кремля укрепление города не закончилось. Одновременно с ним строился деревянный острог для защиты посада с городским торгом. Общая протяженность острога составляла более тысячи метров.
В Смутное время охраняемый городом-крепостью стратегический рубеж сделался рубежом смуты и мятежа, отделившим бурлящие, охваченные восстанием южные районы России от примыкающих к столице центральных уездов государства. Окруженный многочисленными сторонниками самозванец принимал в Серпухове виднейших московских бояр, в открытые жителями города ворота неприступной белокаменной крепости вступали отряды Болотникова, воеводы царя Василия Шуйского проводили смотр собравшейся в «Серпуховском походе» военной силы… В 1609 году Серпухов штурмуют поляки под предводительством пана Млоцкого; они сожгут посад, но кремль взять так и не смогут. Попытается захватить город в 1618 году и гетман Сагайдачный, но дальше посада прорваться ему тоже не удастся.
В середине XVII века возвели последнее оборонное сооружение Серпухова — новоприимочный острог, защитивший Подол города. Думается, что главной целью этого строительства была защита двух высоких холмов — так называемых Воскресенской и Афанасьевской гор, с которых можно было вести прямой артиллерийский обстрел кремля.
В 1633 году, когда крымский царевич Мубарак-Герай грабил левобережные уезды по Оке, жители Серпухова последний раз затворялись в каменной крепости. С тех пор уже не неприятельское оружие, а пожары были для города самым грозным и неотвратимым бедствием. Огонь мгновенно распространялся по сплошь деревянному городу, уничтожая и жилые дворы, и деревянные постройки серпуховских укреплений, и верхи кремлёвских башен и стен. После пожара 1645 года починку кремля производил «горододелец, думный дьяк» Афанасий Осипович Прончищев. Но тем не менее в 1650 году воевода Андрей Оленин, осматривавший кремль, нашёл его в плохом состоянии: «Башни не покрыты, тайники утеряны». Сильный пожар 1669 года был основной причиной начала разрушения памятника. Сметный список 1681 года уже говорит о частых обвалах башен.
К концу XVII века Серпухов окончательно теряет своё военное значение. Кремль и остроги не ремонтируются. Лишь в 1708 году, опасаясь наступления Карла XII на Москву, Пётр I вспоминает о Серпухове и приказывает по возможности «укрепить и палисадировать» город. Но обстановка, как известно, вскоре переменилась, и надобность в ремонте серпуховских укреплений отпала. Их состояние постоянно беспокоит городской магистрат, так как подгнившие деревянные башни грозят обвалом, а в кремле «камни немалым числом валятся». Потому в 1767 году было принято решение «о разрытии городового вала» и разборке оставшихся деревянных стен. Вероятно, для этих работ и был составлен первый масштабный план всех оборонительных сооружений города, хранящийся в Военно-историческом архиве. Этот документ служит пока единственным источником сведений об устройстве белокаменных укреплений русского города-крепости.
Руины Серпуховского кремля обратили на себя внимание составителей «Атласа к материалам для статистики Российской империи», вышедшего в Петербурге в 1839 году. На помещенных в нём двух литографиях с изображением Серпухова отмечена лишь одна юго-западная полубашня, а стены показаны с большими утратами и разрушениями. Возможно, такая картина явилась помимо всего прочего ещё и следствием известного указа Павла I, предписавшего в 1797 году разобрать обветшавшие крепостные сооружения древних подмосковных городов. И тем не менее в 1852—1853 годах Серпуховский кремль как признанный «памятник древности» был укреплен и фрагментарно реставрирован. Спустя некоторое время (1888) Археологическое общество добилось ассигнования денежных средств на дальнейшую реставрацию наиболее полно сохранившихся фрагментов.
В 1934 году кремль был разобран на материал для строительства Московского метрополитена. Поскольку строительство Московского метро было политической акцией, делать все необходимо было очень быстро. Камень решили взять из самого доступного и ближнего места — из Серпухова. Для этого Серпуховский кремль был разобран примерно в течение года. После этого груз был отправлен в Москву. Однако в конечном итоге камень был забракован. На кремлёвском холме остались лишь два крохотных фрагмента стен.
- План Серпухова около 1552 года (с дубовым кремлем)
- План Серпуховского кремля (середина XVIII века)
- Древний Серпухов. Картина А. М. Васнецова
- Серпухов. Вид кремля. Открытка начала XX века
- Серпухов. Кремль и Троицкий собор. Фото 1905 года
- Серпухов. Кремль и Троицкий собор. Фото 1905 года

## Архитектура кремля

### Стены и башни кремля
Серпуховский кремль, не имеющий прямых аналогий в практике строительства каменных укреплений на протяжении всего XVI века, — интересный памятник русского крепостного зодчества. Прежде всего уникален его строительный материал: кремль полностью выстроен из белого камня. В других крепостях того времени белый камень уже играл вспомогательную роль. Этот материал ещё во второй половине XV века почти повсеместно сменяется кирпичом, но в Серпухове, где белый камень находится буквально под рукой, строительство из него продолжается вплоть до середины XVII столетия. К тому же в городе были собственные кадры профессиональных каменщиков. «Камень тешот» — написано про жителей Ивановской слободы в сотной (переписной) книге 1552 года, которая составлялась, видимо, для того, чтобы выявить экономические возможности города накануне строительства каменной крепости.
Боевые стены охватили территорию кремля, следуя очертаниям естественного холма, а не линиям архитектурного плана, как это было характерно для крепостного зодчества времени Ивана Грозного. План кремля представлял собой неправильный треугольник с периметром в 933 метра. В формах укреплений сильно сказалось начавшееся широкое применение артиллерии, и в первую очередь это выразилось в конструкции стен. При значительной толщине (3,5 метра) они не столь высоки (6,5-8,5 метра). Широкая боевая галерея рассчитана на удобное размещение пушек и пищалей. Башни располагались в местах наиболее значительных изломов стены, что исключало возможность существования необстреливаемых пространств. Полубашни (их было три) — ещё одна интересная особенность Серпуховского кремля. Они представляли собой П-образные в плане выступы стен и были выше обычных прясел. Полубашни сооружались вблизи основных башен, на изломах стены, в тех случаях, когда промежуточное прясло получалось сравнительно коротким.
Особенно значительное влияние применение артиллерии оказало на решение крепостных въездов. Если крепости XIV-XV веков, незнакомые с «огненной дуэлью», имели сложные въезды, состоящие из отводных стрельниц, захабов и т. п., то в укреплениях XVI столетия необходимость в них отпала — появляются простые проездные башни. Тем более неожиданной по мастерству и изобретательности решения предстает система проезда Серпуховского кремля. Этот важнейший оборонительный узел представлял собой видоизменённый рукавчатый захаб. Существующий въезд в кремль подводил к Спасским воротам, устроенным в стене между восьмигранной Караульной башней и отводной полубашней. Ворота вели в узкий длинный карман, образованный двумя параллельными стенами, одна из которых была отводная. И, наконец, чтобы попасть на территорию самого кремля, надо было миновать Большую проезжую башню, имевшую вдобавок изгибающееся под прямым углом колено проезда. Отводная часть контролировала въезд и в то же время не мешала стрельбе, так как высота её была меньше высоты основных стен. В ней был предусмотрен даже тайный ход, через который осаждённые могли неожиданно ударить по врагу.
Появление такого проезда, характерного для крепостей более раннего времени, конечно, нельзя объяснить только тем, что новый каменный кремль повторял планировку старого, деревянного. Создатели Серпуховского кремля были хорошо знакомы с вооружением крымских татар, не имевших собственной осадной артиллерии. Правда, турецкий султан посылал им янычар с пушками, но их было очень мало, и при осаде крепостей применялись в основном полевые или устаревшие орудия. Поэтому крымские татары не могли рассчитывать на прорыв обороны крепости в каком-либо другом месте, кроме ворот. Серпуховский кремль полностью исключал и эту возможность.
Если подойти к самой кромке кремлёвского холма, то можно обнаружить узкую дорожку, огибающую всю его территорию по тому же месту, где проходила боевая стена. Небольшие площадки, встречающиеся по пути, напоминают о некогда возвышавшихся здесь башнях. Площадка, расположенная над самым въездом, отмечает место восьмигранной Караульной башни, в которой размещалась пороховая палата. За ней, напротив посада, стояла Северная полубашня, фиксировавшая значительный излом стены. Между Северной полубашней и следовавшей за ней круглой Воскресенской башней прясло стены было небольшое. От него сохранился фрагмент с узким проходом, а в нём — устройство для подъёма решётки-герсы. Стены с внешней и внутренней стороны были выложены из массивных блоков белого камня, а середина забучена мелким постелистым камнем на известковом растворе. Изнутри стена была расчленена большими арочными нишами с каморами. Снаружи стена имела машикули — специальные навесные бойницы для обстрела неприятеля, прорвавшегося непосредственно к её подножию.
Следующий участок стены от Воскресенской башни шёл параллельно Серпейке до круглой небольшой Никольской башни, в которой был устроен деревянный тайник с колодцем для снабжения осаждённых водой. От этого прясла также сохранился фрагмент стены. Он был ровно обрублен с юга во время устройства нового въезда, тогда же пристроили несколько поддерживающих стену контрфорсов. С юга, в той части, которой кремль был обращён в сторону Оки, к монастырям, боевая стена была усилена (и украшена) восьмигранной Высоцкой башней. От неё стена шла параллельно Наре, а затем через Южную полубашню и Большую проезжую башню подходила к въезду.

### Строения внутри кремля
Из всех построек внутри кремля в настоящее время сохранился Троицкий собор — художественный, ландшафтный и духовный ориентир всего города.
На небольшой площади перед собором существовал административный центр города и округи. Отсюда Серпухов, плативший в казну дань мёдом, управлялся тиунами и наместниками. В период реформ середины XVI века их сменили выборные губные старосты и городовые приказчики. К тому же практически постоянно в городе пребывали назначаемые Москвой воеводы, ведавшие военными силами Берега… Между тем не следует представлять себе в центре древнего Серпухова репрезентативные, обширные здания местного управления. В съезжей и губной избе, воеводском доме, словом, всего в нескольких рубленых домах, с виду мало отличавшихся от обычных городских жилищ, размещалась серпуховская власть, административная и военная.
Немного в стороне находился второй кремлёвский храм — церковь преподобного Дмитрия Солунского, упоминаемая с конца XV столетия.
Остальная же территория каменного города была заполнена осадными дворами окрестных монастырей, вотчинников, сел и деревень. Полупустые в мирное время осадные дворы содержались специально поселенными в крепости людьми — дворниками. Тогда как все, что относилось к обороне кремля, находилось в ведении городовых приказчиков, наблюдавших за исправностью «клетей» для пищалей, «зелейной казны» с помещениями для ядер и пуль, «котлов селитряных медных», «хлебных житниц».
В настоящее время кроме Троицкого собора, фундамента и фрагментов стен кремля на Соборной горе находятся мемориал воинам, павшим в Великой Отечественной войне, конюшня и несколько частных домов.

## Раскопки на территории кремля
Первые официальные археологические исследования Серпуховского кремля проводились археологом-краеведом Н. В. Воронковым в 1920-х годах. В 1980-х годах Н. В. Колышницын и А. А. Молчанов раскрывали фундаменты (но не все) древних кремлёвских стен. В 2003 году Институт архитектуры РАН организовал новые раскопки — было изучено около 20 квадратных метров. Участие в раскопках принимал профессор, доктор химических наук А. Л. Александровский. Летом 2006 года площадь раскопок увеличилась больше чем в два раза. Одним из главных инициаторов этих исследований стал Артём Павлихин — научный сотрудник Серпуховского историко-художественного музея. Возглавили раскопки профессора археологии Г. Н. Белорыбкин и В. В. Ставицкий.
Во внутренней части крепости (на участке размером 56 квадратных метров) у исследователей было много находок. Обнаружены остатки Высоцкой башни кремля (1556 год). Выяснено, что архитектура Серпуховской крепости имела много общего с северо-западной русской и западноевропейской. Удалось выявить средневековую улицу, которая шла от центра крепости к Высоцкой башне. Вдоль кривой и узкой улочки — впритык друг к другу — дома. Для XIV—XV веков — это большие дома княжеского подворья. Для XVI—XVII веков — маленькие домики горожан.
Среди находок, датированных XVI—XVII веками, имеются серьги, пряжки, перстни, нательные кресты. Интересна медная монета с изображением птицы, а также редкая коллекция предметов вооружения первой половины XVII века: фрагмент сабли, пищальные ядра, пуля, винт от огнестрельного оружия, боевые ножи, наконечники стрел арбалета и лука. Уникальны фрагменты подошвы кожаного сапога или туфли начала XV века. Коллекция дополнена керамическими сосудами XIV—XVII веков. Особенно интересной находкой является уникальная печать XVI века с надписью «печать наимнова крепость» и изображением государя на троне и ещё двух людей — одного с занесённой над головой саблей, другого — без оружия, над головами висит полумесяц.
На площадке городища выявлены орудия из кремня — следы пребывания там человека в каменном веке. В 2006 году археологам стало известно погребение на Соборной горе, совершённое по обряду трупо-сожжения на стороне, которое пока что ни к одной известной археологической культуре не отнесено. Исследованиями выявлена застройка городища в XII—XVII веках, охарактеризованы основные обнаруженные конструкции и предметы.
- Печать двухсторонняя. Медь с серебряным покрытием (техника лужения). XVI в.
- Монета. Начало XV в. (время правления князя Владимира Храброго)
- Наперсный крест с изображением иконы Богородицы «Знамение». XVI в.
- Ученики 5—7-х классов МОУ СОШ № 16 г. Серпухова на раскопках фундамента алтарной части Никольской церкви Серпуховского кремля